# Sergio Busquets
Sergio Busquets Burgos (Sabadell, 16 juli 1988) is een Spaans voetballer die doorgaans als verdedigende middenvelder speelt. Hij stroomde in 2008 door vanuit de jeugd van FC Barcelona. Busquets debuteerde in 2009 in het Spaans voetbalelftal. Hij is een zoon van Carles Busquets, die in de jaren negentig doelman was bij FC Barcelona.

## Clubcarrière

### FC Barcelona
Busquets speelde tot 2005 voor Jàbac Can Jofresa. Van 2005 tot 2007 speelde hij in de Juvenil A van FC Barcelona, het hoogste jeugdelftal van de club. In zijn eerste seizoen won Busquets de Copa del Rey Juvenil en het regionale kampioenschap van de División de Honor. De middenvelder maakte in de bekerfinale tegen Real Zaragoza (2–0) het eerste doelpunt. In mei 2007 werd Busquets door Frank Rijkaard opgeroepen voor de wedstrijden van het eerste elftal in de Copa de Catalunya. Hij debuteerde in de finale van dit toernooi tegen RCD Espanyol. Busquets kwam in de tweede helft als vervanger van Lluís Sastre in het veld. De middenvelder maakte sinds het seizoen 2007/2008 deel uit van FC Barcelona B. Op 28 oktober maakte Busquets tegen CD Banyoles zijn eerste competitiedoelpunt voor Barça B. Met Barça B werd hij 2008 kampioen van de Tercera División Grupo 5.
Op 13 september 2008 debuteerde Busquets tegen Racing Santander in de Primera División. Op 22 oktober speelde Busquets zijn eerste Europese wedstrijd in de Champions League tegen FC Basel. In deze wedstrijd scoorde Busquets zijn eerste doelpunt. Op 22 december 2008 verlengde Busquets zijn contract bij FC Barcelona tot 2013. Zijn eerste competitiedoelpunt voor FC Barcelona maakte hij op 7 maart 2009 tegen Athletic Bilbao. In het seizoen 2008/09 werd Barcelona het vijfde team dat ooit een treble won door de Primera División, de Copa del Rey en de Champions League te winnen. Busquets speelde in zowel de finale van de Copa del Rey tegen Athletic Bilbao als de finale Manchester United van de Champions League de volledige negentig minuten. In het seizoen daarop 2009/10 won Barcelona zowel de Supercopa de España tegen Athletic Bilbao als de UEFA Super Cup tegen Shakhtar Donetsk. Busquets moest het in alle wedstrijden doen met een invalbeurt. In december 2009 won Busquets met Barcelona het WK voor clubs, Hij scoorde in de halve finale tegen CF Atlante de gelijkmaker waarna Barcelona met 1-3 won. De finale won Barcelona ook, na verlenging met 2-1 van Estudiantes de La Plata. Busquets startte in de basis. Barcelona won opnieuw de Primera División met 99 punten.
Op 21 oktober 2010 won Barcelona met Busquets in de gelederen de Supercopa van Sevilla, ondanks de 3-1 nederlaag in de heenwedstrijd. Barcelona won de thuiswedstrijd met 4-0 en Busquets speelde de volledige wedstrijd. Op 27 januari 2011 verlengde Busquets zijn contract tot 2015. Busquets won voor het derde seizoen op rij de Primera División. De finale van de Copa del Rey werd verloren van aartsrivaal Real Madrid. In de halve finale van de Champions League won Barcelona wel van Real Madrid. Vervolgens won Barcelona de finale tegen Manchester United, net als in 2009. Busquets gaf de assist bij het laatste doelpunt, de 3-1 van David Villa. Door het winnen van de Champions League mocht Barcelona het seizoen erop weer deelnemen aan de UEFA Super Cup, waarin Busquets inviel en Barcelona met 2-0 FC Porto versloeg. Ze mochten ook meedoen aan het WK voor clubs. Busquets speelde niet mee in de halve finale tegen Al-Sadd, wel in de finale tegen Santos FC. Beide wedstrijden won Barcelona met 4-0. Door het winnen van de Primera División nam Barcelona ook weer deel aan de Supercopa. Nadat de eerste wedstrijd tegen Real Madrid in een 2-2 gelijkspel eindigde, werd de thuiswedstrijd met 3-2 gewonnen. Busquets scoorde in de halve finale van de Champions League tegen Chelsea. Toch werd Barcelona uitgeschakeld. De Primera División moest Barcelona aan Real Madrid overlaten. Busquets won met Barcelona wel de Copa del Rey door in de finale Athletic Bilbao te verslaan.
Op 29 augustus 2012 verloor Barcelona de Supercopa van Real Madrid, ondanks een 3-2 winst in de heenwedstrijd. Busquets won voor de vierde keer met Barcelona de Primera División in 2013. In de halve finale van zowel de Champions League als de Copa del Rey werd Barcelona uitgeschakeld, door Bayern München en Real Madrid. Op 16 juli 2013, de dag dat Busquets zijn 25e verjaardag vierde, verlengde Busquets voor de derde keer zijn contract in Barcelona, tot 2018. De Supercopa van 2013 werd gewonnen op uitdoelpunten van Atlético Madrid. Dat was hetzelfde team dat aan het einde van het seizoen in een onderling duel met Barcelona kampioen van Spanje werd. Ook in de Champions League was Atletico Madrid de boosdoener, in de kwartfinale. Barcelona behaalde de finale van de Copa del Rey. Busquets speelde de volledige wedstrijd, maar Barcelona verloor van Real Madrid. In het seizoen 2014/15 won FC Barcelona alle competities waarin het deelnam, waarmee Barcelona het eerste team werd dat voor de tweede keer de treble won. Busquets werd samen met Xavi, Iniesta, Messi, Piqué, Dani Alves en Pedro de enige speler die bijdroeg aan twee treble's. In de Primera División hield Barcelona Real Madrid achter zich en werden ze kampioen met 94 punten. In de finale van de Copa del Rey werd afgerekend met Athletic Bilbao en in de Champions League-finale werd met Juventus afgerekend. Busquets speelde in beide finales de volledige wedstrijd.

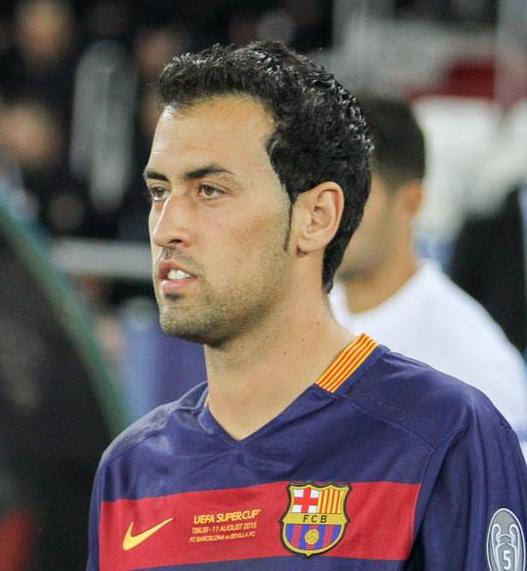
Busquets tijdens de UEFA Super Cup van 2015.

Na het winnen van de treble speelde Barcelona de Supercopa van 2015 tegen Athletic Bilbao. In de afwezigheid van Busquets verloor Barcelona de uitwedstrijd met 4-0. In de thuiswedstrijd speelde Busquets wel mee, maar ook deze wedstrijd won Barcelona niet. Barcelona won wel de UEFA Super Cup tegen Sevilla na de verlenging. Busquets gaf de assist bij de 4-1 van Suárez. Barcelona gaf de 4-1 voorsprong uit handen, maar won na de verlenging alsnog. In de afwezigheid van Messi en Iniesta droeg Busquets voor het eerst de aanvoerdersband van Barcelona op 3 oktober 2015 tegen Sevilla. Barcelona mocht ook meedoen aan het WK voor clubs in 2015. Barcelona won de halve finale tegen Guangzhou Evergrande én de finale tegen River Plate met 3-0. Busquets gaf de assist bij de 2-0 van Suárez in de finale. Busquets won met Barcelona in 2016 voor de zesde keer de Primera División. In de Champions League werd Barcelona net als in 2016 uitgeschakeld door Atletico Madrid. Busquets won voor de vierde keer de Copa del Rey nadat Barcelona in de verlenging van de finale Sevilla versloeg. Het seizoen 2016/17 was een van de weinige seizoenen dat Busquets niet kampioen werd. Barcelona werd tweede achter Real Madrid. Aan het begin van het seizoen werd wel de Supercopa gewonnen tegen Sevilla en aan het eind van het seizoen werd de finale van de Copa del Rey gewonnen tegen Deportivo Alavés. Busquets speelde in al deze wedstrijden. Busquets verloor met Barcelona de Supercopa van 2017 van Real Madrid. Barcelona werd in het seizoen 2017/18 wel kampioen van Spanje met slechts één verloren wedstrijd. In die enige verloren wedstrijd tegen Levante gaf Busquets wel een assists. Barcelona won de dubbel omdat de Copa del Rey ook werd gewonnen. In de finale werd Sevilla met 5-0 verslagen. In de Champions League werd Barcelona net als de twee seizoenen daarvoor in de kwartfinale uitgeschakeld.
Op 12 augustus won Busquets de achtste Supercopa uit zijn carrière nadat Sevilla met 2-1 verslagen werd. Busquets speelde de volledige wedstrijd. Op 11 december 2018 speelde Busquets zijn honderdste wedstrijd in de Champions League. Door Rakitić te vervangen tegen Tottenham Hotspur stapte hij in de voetsporen van (oud-)teamgenoten Xavi, Iniesta, Messi, Puyol en Valdés. Een paar weken daarvoor, tegen Atletico Madrid op 23 november, speelde Busquets al zijn 500e wedstrijd in het shirt van FC Barcelona. Barcelona won later dat seizoen opnieuw de Primera División. De finale van de Copa del Rey werd verloren van Valencia. Voor het eerst in vier jaar bereikte Busquets met Barcelona de halve finale van de Champions League. Ondanks een 3-0 voorsprong na de thuiswedstrijd behaalde Barcelona niet de finale, door een 4-0 verlies op Anfield tegen Liverpool. Voor het seizoen 2019/20 kwam Frenkie de Jong naar Barcelona toe. Meerdere mensen zagen in de Nederlander de opvolger van Busquets. Echter gingen Busquets en De Jong vooral samen spelen. In 2021 volgde hij Lionel Messi op als aanvoerder van FC Barcelona.
Op 10 mei 2023 kondigde Busquets samen met FC Barcelona in een video aan dat hij na het seizoen de club zou verlaten. Na 18 jaar bij de club, waarin hij uitgroeide tot een legende.

### Inter Miami
Op 23 juni 2023 kondigde Inter Miami de komst van Busquets aan. Op 16 juli 2023 tekende Busquets een contract voor tweeënhalf jaar bij Inter Miami.

## Clubstatistieken
| Seizoen         | Club            | Competitie               | Competitie | Competitie | Beker | Beker | Supercup | Supercup | Internationaal* | Internationaal* | Totaal | Totaal |
| Seizoen         | Club            | Competitie               | Wed.       | Dlp.       | Wed.  | Dlp.  | Wed.     | Dlp.     | Wed.            | Dlp.            | Wed.   | Dlp.   |
| --------------- | --------------- | ------------------------ | ---------- | ---------- | ----- | ----- | -------- | -------- | --------------- | --------------- | ------ | ------ |
| 2007/08         | Barça Atlètic   | Tercera División Grupo 5 | 26         | 1          | 0     | 0     | —        | —        | —               | —               | 26     | 1      |
| 2008/09         | Barça Atlètic   | Segunda División B       | 2          | 0          | 0     | 0     | —        | —        | —               | —               | 2      | 0      |
| 2008/09         | FC Barcelona    | Primera División         | 24         | 1          | 0     | 0     | 0        | 0        | 8               | 2               | 32     | 3      |
| 2009/10         | FC Barcelona    | Primera División         | 33         | 0          | 4     | 0     | 2        | 0        | 13              | 1               | 52     | 1      |
| 2010/11         | FC Barcelona    | Primera División         | 28         | 1          | 5     | 0     | 1        | 0        | 12              | 0               | 46     | 1      |
| 2011/12         | FC Barcelona    | Primera División         | 31         | 1          | 8     | 0     | 1        | 0        | 12              | 1               | 52     | 3      |
| 2012/13         | FC Barcelona    | Primera División         | 31         | 1          | 4     | 0     | 2        | 0        | 8               | 0               | 45     | 1      |
| 2013/14         | FC Barcelona    | Primera División         | 32         | 1          | 5     | 1     | 2        | 0        | 9               | 1               | 48     | 3      |
| 2014/15         | FC Barcelona    | Primera División         | 33         | 1          | 4     | 0     | 0        | 0        | 10              | 0               | 47     | 1      |
| 2015/16         | FC Barcelona    | Primera División         | 35         | 0          | 4     | 0     | 1        | 0        | 12              | 0               | 52     | 0      |
| 2016/17         | FC Barcelona    | Primera División         | 33         | 0          | 5     | 0     | 2        | 0        | 8               | 0               | 48     | 0      |
| 2017/18         | FC Barcelona    | Primera División         | 31         | 1          | 7     | 0     | 2        | 0        | 10              | 0               | 50     | 1      |
| 2018/19         | FC Barcelona    | Primera División         | 35         | 0          | 6     | 0     | 1        | 0        | 12              | 0               | 54     | 0      |
| 2019/20         | FC Barcelona    | Primera División         | 33         | 2          | 2     | 0     | 1        | 0        | 7               | 0               | 43     | 2      |
| 2020/21         | FC Barcelona    | Primera División         | 36         | 0          | 6     | 0     | 2        | 0        | 6               | 0               | 50     | 0      |
| 2021/22         | FC Barcelona    | Primera División         | 36         | 2          | 1     | 0     | 1        | 0        | 1               | 0               | 50     | 3      |
| 2022/23         | FC Barcelona    | Primera División         | 27         | 0          | 5     | 0     | 2        | 0        | 5               | 0               | 39     | 0      |
| Carrière totaal | Carrière totaal | Carrière totaal          | 476        | 11         | 66    | 1     | 20       | 0        | 144             | 6               | 708    | 18     |

- *=Wedstrijden in de UEFA Champions League, UEFA Super Cup en FIFA Club World Cup
- Bijgewerkt t/m 9 mei 2023

## Interlandcarrière
Busquets debuteerde op 28 december 2008 in het Catalaans elftal in de wedstrijd tegen Colombia. Op 1 april 2009 debuteerde Busquets in het Spaans nationaal elftal. In een WK-kwalificatiewedstrijd tegen Turkije kwam hij in de tweede helft als vervanger van David Jiménez Silva in het veld. In juni 2009 behaalde Busquets met Spanje de derde plaats op de Confederations Cup.

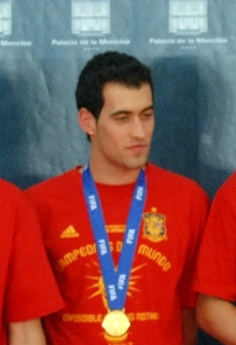
Busquets na het winnen van de wereldbeker in 2010.

In 2010 behoorde hij tot de Spaanse selectie voor het wereldkampioenschap 2010, dat Spanje won. Op het WK was Busquets een vaste waarde. Zijn rol als verbindingsspeler tussen verdediging en aanval leverde hem de bijnaam El Pulpo de Badia (De octopus van Badia) op, verwijzend naar Paul de Octopus en Badia del Vallès, waar Busquets opgroeide.
Op het gewonnen Europees kampioenschap 2012 was Busquets wederom een vaste waarde voor La Furía Roja. Spanje won de finale met 4-0 van Italië. Busquets miste geen enkele minuut. Busquets nam met Spanje ook deel aan de Confederations Cup in 2013, waarin Spanje de finale behaalde. Busquets miste alleen minuten in de groepswedstrijd tegen Tahiti. Busquets keek op de bank toe hoe Spanje met 10-0 won. Busquets benutte zijn penalty in de gewonnen strafschoppenserie in de halve finale tegen Italië.
Ook was Busquets geselecteerd voor het WK 2014. Spanje werd echter in de groepsfase al uitgeschakeld en zat op de bank toen Spanje haar enige overwinning boekte, tegen Australië. Op 8 september 2014 scoorde Busquets zijn eerste interlandgoal, tegen Macedonië in een EK kwalificatie-wedstrijd. Met Spanje nam hij ook deel aan het Europees kampioenschap 2016 in Frankrijk. Spanje werd in de achtste finale uitgeschakeld door Italië (2–0). Busquets miste geen minuut op het toernooi.
Busquets maakte eveneens deel uit van de Spaanse selectie, die onder leiding van interim-bondscoach Fernando Hierro in 2018 deelnam aan de WK-eindronde in Rusland. Daar wist de ploeg niet te overtuigen; in groep B werd gelijkgespeeld tegen Portugal (3-3) en Marokko (2-2). Spanje won in de poulefase alleen van Iran (1-0). In de achtste finales trokken de Zuid-Europeanen vervolgens in de strafschoppenreeks aan het kortste eind in het duel met gastland Rusland (3-4), nadat beide teams in de reguliere speeltijd plus verlenging op 1-1 waren blijven steken. Koke en Iago Aspas misten voor Spanje vanaf elf meter, oog in oog met doelman Igor Akinfejev. Busquets kwam in alle duels in actie.
Op 16 december 2022 maakte Busquets bekend te stoppen als international voor Spanje.

## Erelijst
| Competitie            |              |                                                                                  |              |              |
| Competitie            | Aantal       | Jaren                                                                            |              |              |
| FC Barcelona          | FC Barcelona | FC Barcelona                                                                     | FC Barcelona | FC Barcelona |
| --------------------- | ------------ | -------------------------------------------------------------------------------- | ------------ | ------------ |
| FIFA Club World Cup   | 3x           | 2009, 2011, 2015                                                                 |              |              |
| UEFA Champions League | 3x           | 2008/09, 2010/11, 2014/15                                                        |              |              |
| UEFA Super Cup        | 3x           | 2009, 2011, 2015                                                                 |              |              |
| Primera División      | 9x           | 2008/09, 2009/10, 2010/11, 2012/13, 2014/15, 2015/16, 2017/18, 2018/19 , 2022/23 |              |              |
| Copa del Rey          | 7x           | 2008/09, 2011/12, 2014/15, 2015/16, 2016/17, 2017/18, 2020/21                    |              |              |
| Supercopa de España   | 7x           | 2009, 2010, 2011, 2013, 2016, 2018, 2022/23                                      |              |              |
| Inter Miami           |              |                                                                                  |              |              |
| Leagues Cup           | 1x           | 2023                                                                             |              |              |

| Competitie              | Winnaar | Winnaar | Runner-up | Runner-up | Derde  | Derde  |
| Competitie              | Aantal  | Jaren   | Aantal    | Jaren     | Aantal | Jaren  |
| Spanje                  | Spanje  | Spanje  | Spanje    | Spanje    | Spanje | Spanje |
| ----------------------- | ------- | ------- | --------- | --------- | ------ | ------ |
| FIFA WK                 | 1x      | 2010    |           |           |        |        |
| UEFA EK                 | 1x      | 2012    |           |           |        |        |
| FIFA Confederations Cup |         |         | 1x        | 2013      | 1x     | 2009   |
| UEFA Nations League     |         |         | 1x        | 2020/21   |        |        |

| Prijs                                                |             |             |             |             |
| Prijs                                                | Aantal      | Jaren       |             |             |
| Individueel                                          | Individueel | Individueel | Individueel | Individueel |
| ---------------------------------------------------- | ----------- | ----------- | ----------- | ----------- |
| Trofeo Bravo                                         | 1x          | 2009        |             |             |
| La Liga – Beste Nieuwkomer                           | 1x          | 2008/09     |             |             |
| FIFA WK – All-Star Team                              | 1x          | 2010        |             |             |
| UEFA EK – Team van het Toernooi                      | 1x          | 2012        |             |             |
| UEFA Champions League – Elftal van het Seizoen       | 1x          | 2014/15     |             |             |
| La Liga – Team van het Seizoen                       | 1x          | 2015/16     |             |             |
| UEFA La Liga – Team van het Seizoen                  | 1x          | 2015/16     |             |             |
| UEFA Nations League Finals – Speler van het Toernooi | 1x          | 2021        |             |             |
| Onderscheidingen                                     |             |             |             |             |
| Premios Princesa de Asturias                         | 1x          | 2010        |             |             |
| Real Orden del Mérito Deportivo                      | 1x          | 2011        |             |             |

## Trivia
Ter ere van de gewonnen wereldbeker van Busquets hernoemde de gemeente Badia del Vallès in juli 2010 het lokale stadion tot Campo Municipal Sergio Busquets Burgos. Het stadion wordt bespeeld door de lokale club CD Badia del Vallès.